# ایکل
latitudeایکلlongitudeایکل
ایکل (به انگلیسی: Acle) شهرکی در شهرستان نورفک در کشور انگلستان است. این شهرک در سال ۲۰۰۱ میلادی ۲۷۳۲ نفر جمعیت داشته است.